# Blackout (album de Britney Spears)
Pour les articles homonymes, voir Blackout.
Albums de Britney Spears
B in the Mix: The Remixes
(2005) Circus
(2008)
Singles
1. Gimme More
Sortie : 31 août 2007
2. Piece of Me
Sortie : 27 novembre 2007
3. Break the Ice
Sortie : 3 mars 2008

Blackout est le cinquième album studio de la chanteuse américaine Britney Spears, sorti le 26 octobre 2007 en Europe ainsi que le 30 octobre dans le monde, quatre ans après In the Zone. Britney commence l'écriture de chansons pour l'album en novembre 2003, et commence à expérimenter un son plus acoustique. Après son mariage avec le danseur Kevin Federline en 2004 et la naissance de son premier fils l'année suivante, elle commence l’enregistrement de Blackout en 2006 avec les producteurs J.R. Rotem, Danja et Kara DioGuardi. Fin 2006, la chanteuse donne naissance à son deuxième fils et entame une procédure de divorce quelques semaines plus tard, après quoi elle continue à travailler avec des producteurs tels que The Clutch et Bloodshy & Avant. En mai 2007, elle se lance dans une mini-tournée, The M+M's Tour, où elle se produit dans les clubs du promoteur House of Blues aux États-Unis.
Les sessions d'enregistrement de l'opus se déroulent dans divers studios à travers les États-Unis, y compris dans la résidence de la chanteuse à Los Angeles. Certains des producteurs travaillant avec la chanteuse affirmèrent avoir été impressionnés par son éthique de travail et son professionnalisme, en dépit de tous ses problèmes personnels. Avec cet album, Britney souhaite faire quelque chose de fun, un album dansant, uptempo, avec une musique très énergique. Blackout est un album principalement electropop et dance, qui incorpore des sonorités de plusieurs genres musicaux tels que la funk, le R&B, l'euro disco et le dubstep. Les thèmes des chansons oscillent entre la gloire et le sexe, l'amour ou encore la danse. Britney y cible spécifiquement sa relation avec les médias sur plusieurs morceaux. La pochette et les photos de l'album sont réalisées par Ellen von Unwerth. Les images de la page centrale du livret, présentant Britney et un prêtre dans des poses suggestives dans un confessionnal, ont été condamnées par la Ligue Catholique aux États-Unis.
L'album devait initialement paraître le 13 novembre 2007, mais sa date de sortie est avancée au 30 octobre en raison de fuites non autorisées sur Internet. Zomba Label Group poursuivi Perez Hilton pour la publication de dix chansons sur son blog, les deux parties sont finalement parvenues à un accord en juin 2009. À sa sortie, Blackout reçoit des critiques plutôt positives, la plupart des critiques désignant l'album comme progressif et cohérent, tandis que d'autres estiment que sa qualité est plus due aux producteurs qu'à Britney, et critiquent également les retouches faites sur la voix de la chanteuse. Selon les prévisions, Blackout devait faire ses débuts au sommet du Billboard 200, mais débute finalement à la 2e place. L'album entre en tête au European Top 100 Albums ainsi qu'au Canada et en Irlande tandis qu'il atteint le top 10 de treize autres pays. Blackout s'est écoulé à 2,5 millions d'exemplaires dans le monde.
Trois singles seront extraits de l'album. Gimme More s'est classé 3e au Billboard Hot 100 et a atteint le top 5 de quatorze pays. Piece of Me se classe dans le top 10 de douze pays, dont l'Australie, le Canada et le Royaume-Uni. Contrairement à ses précédents albums, Britney n'a pas fortement promu Blackout. Son unique performance de Gimme More pour promouvoir l'album aux MTV Video Music Awards en 2007, est universellement décrié par la critique. Blackout est apparu sur beaucoup de listes regroupant les meilleurs albums de l'année ou de la décennie, incluant des sondages réalisés par Billboard et Rolling Stone, tandis que le quotidien britannique The Times nomme l'opus comme le cinquième meilleur album pop de la décennie. En 2010, Rob Sheffield de Rolling Stone considère Blackout comme « l'album pop le plus influent de ces cinq dernières années. »

## Genèse
En février 2006, selon différentes sources, Britney Spears est « au cœur de l'enregistrement de son prochain album, qui pourrait sortir plus tard cette année ». Selon People, Britney Spears déclare que « sa nouvelle musique pourrait relancer la scène pop actuelle ». Onze mois plus tard, la chanteuse, dans un message posté sur son site Internet, révèle qu'elle « travaille d'arrache-pied afin de sortir son nouvel album d'ici la fin de l'année ». Ce ne sera pas le cas, notamment dû à la naissance de son second fils, Jayden James Federline et de sa séparation avec son mari, Kevin Federline.
Le producteur américain Sean Garrett est le premier à parler des nouvelles chansons de Britney en mai 2006. Il décrit les titres comme des « choses complètement folles que tout le monde va adorer ». À la suite des problèmes personnels de Britney en février 2007, Sean Garret promet « qu'elle reviendra très fort » et qu'il y a sur l'album « des titres qui sont des vraies bombes, des véritables classiques pour les pistes de danse ». En juillet 2007, il parle à nouveau d'un des titres de l'album : « il va faire trembler la Terre. C'est uptempo, hors de contrôle... il est produit par Bloodshy et moi. L'enregistrement est terminé et il correspond à ce que les gens veulent entendre d'elle ». La chanson en question est le titre Toy Soldier, figurant sur l'album. Un autre producteur, Jonathan « J.R. » Rotem, déclare que sur l'album figure des titres « clubs » uptempo, des chansons d'amour et « à peu près tout ce qui peut se situer entre ces deux univers ».
Alors qu'elle est enceinte de son second enfant, Britney commence à travailler avec Nate « Danja » Hills. L'enregistrement débute à Las Vegas et continue dans la maison de la chanteuse à Los Angeles. La chanteuse et parolière Keri Hilson assure alors que Britney « s'est donnée à 150 % ». Danja, Keri Hilson et leurs coauteurs écrivent Gimme More, Break the Ice, Get Naked (I Got A Plan), Perfect Lover, Get Back ainsi que Outta This World. En août 2007, la maison de disques sort Gimme More en tant que premier single du nouvel album.
Après avoir laissé entendre sur le site officiel de la chanteuse que les fans choisiraient le titre du nouvel album, Jive Records annonce que le nouvel opus s'intitulera Blackout. La maison de disques déclare avoir choisi ce titre car il évoque « l'idée d'un blackout, bloquer toute négativité et mordre la vie à pleines dents ».
Jive Records annonce parallèlement la sortie de l'album pour le 13 novembre 2007. Mais la maison de disques avance cependant la date de sortie au 30 octobre 2007 en raison d'une fuite de l'album sur le net. Le 24 octobre 2007, l'album est disponible à l'écoute sur les sites Internet de MTV, Much Music et VH1. Fin octobre, l'album est mis en vente mondialement. Le 13 novembre 2007, la chaîne de magasins américains Target publie une nouvelle édition de Blackout incluant un titre bonus, Outta This World, un fond d'écran et une sonnerie pour téléphones portables.
Lors d'une interview, Ryan Seacrest demande à Britney quelle est sa chanson préférée, elle répond Heaven On Earth, déclarant « aimer le producteur » de la chanson et que celle-ci « est vraiment différente de toutes les autres ».
À l'occasion des NRJ Music Awards en France, à Cannes, l'album Blackout reçoit le prix de l'« Album International de l'année », face à Amy Winehouse, Rihanna, Mika et James Blunt. Il s'agit de sa première récompense depuis la fin de sa pause musicale.
Au MTV Video Music Awards en 2008, elle remporte trois prix pour Piece Of Me : « meilleure vidéo féminine », « artiste féminine de l'année » et « meilleure vidéo de l'année ».

## Listes des chansons
| #   | Titre                    | Compositeur(s)                                                                             | Producteur(s)            | Durée |
| --- | ------------------------ | ------------------------------------------------------------------------------------------ | ------------------------ | ----- |
| 1.  | Gimme More               | Nate Hills, Keri Hilson, Marcella Araica, James Washington                                 | Danja                    | 4:11  |
| 2.  | Piece of Me              | Pontus Winnberg, Klas Åhlund, Christian Karlsson, West Douldin                             | Bloodshy & Avant         | 3:32  |
| 3.  | Radar                    | Karlsson, Winnberg, Henrik Jonback, Balewa Muhammad, Candice Nelson, Ezekiel Lewis, J. Que | Bloodshy & Avant         | 3:48  |
| 4.  | Break the Ice            | Hills, Hilson, Araica, Washington                                                          | Danja                    | 3:16  |
| 5.  | Heaven On Earth          | Michael McGroarty, Nick Huntington, Nicole Morier                                          | Freescha, Kara DioGuardi | 3:53  |
| 6.  | Get Naked (I Got a Plan) | Corte Ellis, Hills, Araica                                                                 | Danja                    | 4:45  |
| 7.  | Freakshow                | Karlsson, Jonback, Winnberg, Lewis, Smith, Britney Spears                                  | Bloodshy & Avant         | 2:55  |
| 8.  | Toy Soldier              | Karlsson, Winnberg, Magnus Wallbert, Sean Garrett                                          | Bloodshy & Avant         | 3:22  |
| 9.  | Hot as Ice               | T-Pain, Hills, Araica                                                                      | Danja                    | 3:17  |
| 10. | Ooh Ooh Baby             | DioGuardi, Fredwreck Nasser, Eric Coomes, Britney Spears                                   | Fredwreck, DioGuardi     | 3:28  |
| 11. | Perfect Lover            | Hills, Washington, Hilson, Araica                                                          | Danja                    | 3:03  |
| 12. | Why Should I Be Sad      | Pharrell Williams                                                                          | The Neptunes             | 3:10  |

## Pistes bonus

### Édition Target
| #   | Titre            | Compositeur(s)                    | Producteur(s) | Durée |
| --- | ---------------- | --------------------------------- | ------------- | ----- |
| 13. | Outta This World | Hills, Washington, Hilson, Araica | Danja         | 3:44  |

### Édition japonaise
| #   | Titre                             | Compositeur(s)                                            | Producteur(s) | Durée |
| --- | --------------------------------- | --------------------------------------------------------- | ------------- | ----- |
| 13. | Outta This World                  | Hills, Washington, Hilson, Araica                         | Danja         | 3:44  |
| 14. | Everybody                         | Britney Spears, Jonathan Rotem, Evan Bogart, Annie Lennox | J. R. Rotem   | 3:17  |
| 15. | Get Back                          | Araica, Ellis, Hills, Nigel Talley                        | Danja         | 3:49  |
| 16. | Gimme More (Paul Oakenfold Remix) | Hills, Washington, Hilson, Araica                         |               | 6:06  |

### Pistes bonusiTunes
| #   | Titre                      | Compositeur(s)                                            | Producteur(s) | Durée |
| --- | -------------------------- | --------------------------------------------------------- | ------------- | ----- |
| 13. | Get Back                   | Araica, Ellis, Hills, Nigel Talley                        | Danja         | 3:49  |
| 14. | Gimme More (Junkie XL Dub) | Hills, Washington, Hilson, Araica                         |               | 4:59  |
| 15. | Everybody                  | Britney Spears, Jonathan Rotem, Evan Bogart, Annie Lennox | J. R. Rotem   | 3:17  |
| 16. | Gimme More (vidéoclip)     |                                                           |               | 4:10  |

## Réception

### Critiques
Blackout reçoit généralement des critiques positives lors de sa sortie. Digital Spy considère qu'il est « l'album le plus dansant, moderne et excitant que Britney Spears ait pu faire » et que « le disque parvient, finalement, à balayer les derniers vestiges de son image de petite fille issue du Mickey Mouse Club ». The Guardian déclare que « c'est un album audacieux et excitant ». Entertainment Weekly donne un B+ à l'album et se félicite que Blackout « remplisse parfaitement son rôle d'album pour les pistes de danse, grâce à l'abondance des titres électros ». Popjustice déclare également que l'album possède un « son moderne », et qu'il est « brillamment produit ». Rolling Stone donne une note de 3,5 sur 5 à Blackout, ce qui est sa meilleure note depuis Oops!... I Did It Again en 2000. Les critiques saluent également les nouvelles influences musicales de Britney, comme la musique électronique underground aux influences londoniennes, retrouvée sur le titre Freakshow. En France, Les Inrocks salue la qualité de l'album en le qualifiant d' « excellent », exprimant la « surprise (...) que le disque soit à ce point inspiré ».
Blackout a toutefois reçu des critiques négatives. Newsday, dans sa critique intitulée « Garder votre argent », déclare que l'album est « épouvantable ». Le magazine Billboard remarque qu'il « « s'agit toujours de musique pop, mais que les derniers relents de la-fille-qui-chante-et-qui-danse-en-même-temps sont en train de s'effondrer, à l'image de la vie publique du personnage ». La plupart des autres critiques ont dénoté la large utilisation d'arrangements vocaux (AutoTune), qu'ils appellent « de la tricherie », et que l'utilisation abusive de ces effets donnait l'impression d'avoir à faire avec une « Britney robot ». Jim Farber, du New York Times, déclare que « si une poupée gonflable pouvait chanter, voilà sans doute le son qu'elle produirait » et que « l'album de Paris Hilton est pratiquement de la musique acoustique comparé à ça ».

### Réception commerciale
Pour sa première semaine d'exploitation, les ventes de Blackout sont estimées à environ 290 000 copies aux États-Unis dont 124 000 le jour de sa sortie, ce qui lui permet d'atteindre la seconde place du Billboard 200. 
Avec 19 659 copies écoulées en France en une semaine, l'album se classe 2e du top album. Mondialement, se sont 435 906 exemplaires qui trouvent preneur la semaine de la sortie de l'opus. Bien que l'album remporte un succès plutôt mitigé par rapport à ces quatre précédents albums studio, Blackout remporte un joli succès dans plusieurs pays comme l'Irlande, l'Australie ou la Nouvelle-Zélande avec respectivement 15 000, 70 000 et 7 500 copies vendues.
Après 32 semaines passées dans le classement américain, Blackout quitte le Billboard 200 à la 176e place. Son dernier album, In The Zone s'était imposé 37 semaines dans ce classement. Depuis Blackout a été certifié double disque de platine aux États-Unis avec 2 000 000 exemplaires vendus. Au Canada, Blackout qui a démarré à la première place des charts termine Disque de Platine avec 100 000 exemplaires vendus. Grâce à Blackout, Britney Spears devient l'artiste féminine qui a vendu le plus d'albums sous forme numérique, la première semaine de sa sortie aux États-Unis.
En Europe, l'album atteint le sommet des charts pour sa première semaine d'exploitation, mais connaît des chutes plus ou moins importantes les semaines suivantes. Finalement, Blackout s'y est vendu à hauteur de 600 000 exemplaires environ dont 60 000 exemplaires en France et environ 250 000 au Royaume-Uni.
Au Japon, l'album débute premier dans le classement des albums internationaux et termine son parcours à 80 000 copies vendues.
À ce jour, les ventes de Blackout sont estimées à 2,5 millions d'exemplaires dans le monde.

## Promotion
Blackout est le premier album studio de Britney Spears qui ne bénéficie d'aucune promotion à sa sortie, excepté une contre-performance de la chanteuse lors des MTV Video Music Awards en 2007. Jive Records, diffuse tout de même un spot publicitaire pour promouvoir l'album sur sa page YouTube.
Comme Blackout n'a pas été défendu par une tournée au moment de sa sortie, Britney décida d'intégrer six chansons de l'album dans la setlist de la tournée The Circus Starring: Britney Spears en 2009.

## Singles

### Gimme More
Le 30 août 2007 Gimme More est disponible sur Internet, avant d'être diffusé par plusieurs radios, dont Fun Radio en France. Le 4 octobre 2007, il se place en troisième position dans le Billboard Hot 100 malgré une prestation du titre laminée par la critique lors des MTV Music Awards de 2007. À noter que Gimme More est le seul single de Blackout à être sorti physiquement en France.

### Piece of Me
Piece of Me, deuxième single de l'album, obtient une assez grande diffusion radio en Europe. Le clip du titre fut tourné fin novembre 2007, a été diffusé pour la première fois le 13 décembre 2007. Le vidéoclip met en scène les paroles de la chanson qui expriment la colère de Britney Spears face aux médias et plus particulièrement axés sur les paparazzis et les tabloïds. La chanteuse a remporté trois MTV Video Music Awards grâce à cette vidéo.

### Break the Ice
C'est Break the Ice qui suivra Piece of Me en tant que single après un vote réalisé sur le site officiel de Britney Spears. La vidéo du morceau a été diffusée le 13 mars. Britney Spears n'étant pas disposée à apparaître physiquement dans le clip, c'est un personnage animé qui prend sa place. Le clip a été réalisé par le dessinateur du clip Crazy de Gnarls Barkley.

### Radar
Annoncé par The Clutch, qui ont participé à la production du titre, Radar était destiné à être le quatrième single de l'album. D'après les données de Sony BMG au Mexique, Radar n'a été lancé que dans une poignée de pays de l'Amérique latine (Brésil, Argentine), en Océanie (Australie et Nouvelle-Zélande) ou encore dans les pays scandinaves, se classant dans le top suédois. La chanson figure également comme bonus sur l'album successeur de Blackout, Circus, il sera d'ailleurs cette fois-ci, bel et bien le quatrième single de ce dernier.

## Classements et certifications
| Pays                       | Meilleure position, | Certification | Ventes    |
| -------------------------- | ------------------- | ------------- | --------- |
| Allemagne                  | 10                  | —             |           |
| Argentine                  | 1                   | —             | —         |
| Australie                  | 3                   | Platine       | 70 000    |
| Autriche                   | 6                   | —             | —         |
| Région wallonne            | 17                  | Or            | 25 000    |
| Région flamande            | 6                   | Or            | 25 000    |
| Brésil                     | 3                   | Or            | 30 000    |
| Canada                     | 1                   | Platine       | 100 000   |
| Danemark                   | 6                   | —             | —         |
| États-Unis (Billboard 200) | 2                   | 2 × Platine   | 2 000 000 |
| Finlande                   | 22                  | —             | —         |
| France                     | 2                   | Or            | 75 000    |
| Irlande                    | 1                   | Platine       | 15 000    |
| Italie                     | 6                   | —             | —         |
| Japon                      | 4                   | Or            | 100 000   |
| Mexique                    | 2                   | —             | —         |
| Pays-Bas                   | 14                  | —             | —         |
| Norvège                    | 12                  | —             | —         |
| Nouvelle-Zélande           | 8                   | Or            | 7 500     |
| Portugal                   | 10                  | —             | —         |
| Royaume-Uni                | 2                   | Or            | 300 000   |
| Russie                     | 1                   | 3 × Platine   | 60 000    |
| Suède                      | 11                  | —             | —         |

## Récompenses

### 2007
| Cérémonie                 | Prix                        | Résultats |
| ------------------------- | --------------------------- | --------- |
| Billboard Readers' Choice | Album de l'année (Blackout) | Gagné     |

### 2008
| Cérémonie                         | Prix                                      | Résultats |
| --------------------------------- | ----------------------------------------- | --------- |
| NRJ Music Awards 2008             | Album International de l'année (Blackout) | Gagné     |
| Hit Music Awards                  | Meilleur Album International (Blackout)   | Gagné     |
| Hit Music Awards                  | Meilleure Chanson (Gimme More)            | Gagné     |
| Alfa Music Awards                 | Meilleur Album International (Blackout)   | Gagné     |
| TRL Awards                        | Meilleur no 1 (Gimme More)                | Nommé     |
| Imperio Music Awards              | Meilleur Album (Blackout)                 | Gagné     |
| Imperio Music Awards              | Meilleure Vidéo Féminine (Gimme More)     | Gagné     |
| Imperio Music Awards              | Vidéo la plus Sexy (Gimme More)           | Gagné     |
| Cannes International Music Awards | Album de l'année (Blackout)               | Gagné     |
| MTV Video Music Awards 2008       | Meilleure Vidéo Féminine (Piece of Me)    | Gagné     |
| MTV Video Music Awards 2008       | Meilleure Vidéo Pop (Piece of Me)         | Gagné     |
| MTV Video Music Awards 2008       | Vidéo de l'année (Piece of Me)            | Gagné     |
| MTV Europe Music Awards 2008      | Album de l'année (Blackout)               | Gagné     |

## Historique des sorties
| Lieu            | Date            |
| --------------- | --------------- |
| Europe          | 26 octobre 2007 |
| Amérique latine | 26 octobre 2007 |
| Australie       | 27 octobre 2007 |
| Royaume-Uni     | 29 octobre 2007 |
| États-Unis      | 30 octobre 2007 |
| Monde           | 30 octobre 2007 |

## Fiche technique

### Interprètes
- Britney Spears : chant, chœurs, producteur exécutif
- Klas Åhlund : basse
- Chœurs –  Corte Ellis, Jim Beanz, Robin Carlsson|Robin "Robyn" Carlsson, Kara DioGuardi, Sean Garrett, Keri Hilson, West Douldin, Windy Wagner, Pharrell Williams, Nicole Morier, Ezekiel "Zeke" Lewis, Nate Hills
- Claviers – Bloodshy & Avant, Fredwreck
- Basse – Klas Alund, Eric Coomes, Henrik Jonback
- Guitare – Eric Coomes, Fredwreck, Henrik Jonback

### Production
| - Productrice Exécutive : Britney Spears - Producteurs : Nate Hills, Bloodshy & Avant, Sean Garrett, Kara DioGuardi, Freescha, Farid "Fredwreck" Nassar, Ross Davies, The Clutch, The Neptunes - Technicien : Tom Coyne - Ingénieurs : Jim Carauna, DJ Swivel\|Jordan "DJ Swivel" Young, Duro - A&R Executive : Teresa LaBarbera Whites - A&R Administration : Nancy Roof - A&R Coordination : Jenny Prince - Zomba Production Coordination : Cara Hutchinson | - Photographe : Ellen von Unwerth - Direction artistique et Design : Jackie Murphy, Jeri Heiden, Glen Nakasako - Styliste : Patti Wilson - Maquilleuse : Francesca Tolot - Styliste secondaire : Kirsten Vallow - Manucure : Lisa Jachno |

## Pistes non retenues
À la suite de la sortie de l'album, de nombreuses démos enregistrées par la chanteuse ont fait leur apparition sur le net. Cette liste regroupe la plupart de ces titres de Britney Spears ayant filtrés.
- All That She Wants
- Baby Boy
- Dramatic
- Sugarfall
- 'Kiss You All Over
- Let Go
- Little Me (For My Sister)
- Pull Out
- Rebellion
- State of Grace (reprise en 2009 par Christophe Willem sous le titre Entre nous et le sol)
- Sippin' On avec le rappeur AC
- It Feels Nice
- When U Gonna Pull It
- 911